# Riccia beyrichiana
Riccia beyrichiana là một loài rêu trong họ Ricciaceae. Loài này được Hampe ex Lehm. mô tả khoa học đầu tiên.